# Uścięcin
Uścięcin – wieś pofolwarczna w Polsce położona w województwie wielkopolskim, w powiecie słupeckim, w gminie Strzałkowo.
Wieś duchowna, własność biskupstwa poznańskiego, pod koniec XVI wieku leżała w powiecie pyzdrskim województwa kaliskiego. W latach 1975–1998 miejscowość należała administracyjnie do województwa konińskiego.